# HMP Channings Wood
HMP Channings Wood (His Majesty’s Prison Channings Wood) – męskie więzienie kategorii C, zlokalizowane we wsi Denbury w pobliżu Newton Abbot, w hrabstwie Devon w Anglii. Więzienie zarządzane jest przez agencję rządową Jej Królewską Służbę Więzienną (Her Majesty’s Prison Service). W sierpniu 2020 miało pojemność operacyjną 712 i znajdowało się w nim 673 więźniów.

## Historia
Więzienie Channings Wood zostało wybudowane na terenie bazy Ministerstwa Obrony w 1973, a oficjalne otwarcie nastąpiło w lipcu 1974 roku. Dalsze rozbudowy miały miejsce w latach 1991 i 2004. W 2007 roku dodano nowy budynek z miejscami dla 64 więźniów.
Inspekcja w 2003 roku wykazała, że resocjalizacja przestępców seksualnych i uzależnionych od narkotyków w HMP Channings Wood jest na wysokim poziomie, aczkolwiek więzienie jest przepełnione.

## Życie w więzieniu
Channings Wood podzielone jest na część główną i część dla więźniów z grupy ryzyka. Na terenie więzienia znajdują się cztery warsztaty, w których osadzeni odbywają zajęcia edukacyjne, a także siłownia, hala sportowa i boisko. Dostępna jest kaplica oraz oddzielna sala wielowyznaniowa. Nabożeństwa i spotkania prowadzone są dla wszystkich głównych religii.

## Znani byli więźniowie
- Luke McCormick – bramkarz klubu piłkarskiego Plymouth Argyle F.C., skazany za spowodowanie po pijanemu wypadku drogowego, w którym zginęło dwoje dzieci[5];
- Harry Roberts – zawodowy kryminalista i morderca trzech policjantów[6].